# Servee Wijsen
Servatius Hubertus Lambertus Maria (Servee) Wijsen (Maastricht, 10 januari 1935 – Geleen, 24 juli 2019) was een Nederlandse atleet, die gespecialiseerd was in het polsstokhoogspringen. In deze discipline werd hij negenmaal Nederlands kampioen, nog steeds een naoorlogs record.

## Biografie

### Voorgeschiedenis
De belangstelling voor atletiek werd bij Servee Wijsen gewekt in 1951 op de middelbare school. Toen hij blijk gaf niet erg veel zin te hebben in de voetballessen van zijn gymleraar Daenen zei deze ‘pak dan de polsstok maar’. Dit beviel hem dusdanig dat hij zich aanmeldde bij de Atletiekvereniging Maastricht (AVM), het latere Kimbria. In het begin deed hij aan hoogspringen en verbeterde tot driemaal toe het Zuid-Nederlandse jeugdrecord. Ook de hordenloop en de vijf- en tienkamp genoten zijn warme belangstelling. Op de tienkamp bracht hij het zelfs tot een vijfde plek tijdens de selectiewedstrijden voor de Olympische Spelen van 1960. De grootste progressie maakte hij hierbij met het onderdeel polsstokhoog.

### Doorbraak 4 metergrens
In 1957 bereikte Wijsen een persoonlijk beste hoogte van 3,60 m. Via een aantal tussenstappen werd dit in oktober 1959 3,92 m bij wedstrijden in Enschede. Tijdens die gelegenheid probeerde hij tevergeefs het reeds dertien jaar oude record van Cor Lamoree (3,975 m) op 4,02 m te brengen. In februari 1960 kwam de Duitse polsstokhoog specialist Friedrich Koch van de Sporthochschule Leipzig over om de Nederlandse ‘topspringers’ een aantal tips te geven om de 4-metergrens in Nederland eindelijk te gaan slechten. Met de lessen van Koch op zak en intensieve trainingen bij RFC Liège samen met Jacques Pirlot, de Belgische recordhouder (en eerste Belg die de 4 m overbrugde), maakte hij nog meer progressie. Tijdens een Drielandenontmoeting in Longwy (Frankrijk) in 1960 sprong Wijsen precies 4 meter, waarmee het oude record uit de boeken kon worden gehaald.

### Titels en records
In acht jaar tijd bracht Servee Wijsen zijn p.r. en Nederlands record in acht stappen op 4,50 meter. Tevens werd hij van 1957 tot 1967 negenmaal Nederlands kampioen. In zijn laatste jaar als actief atleet werd hij tweede achter Kees de Kort. Wegens blessuregevoeligheid ontbreken de titels van de jaren 1959 en 1964 op zijn palmares. Zij recordhoogte van 4,50 m werd in 1970 verbeterd door Bert Krijnen tot 4,55 m.

### Glasfiberstok
In 1961 werd in de Verenigde Staten de glasfiber-polsstok geïntroduceerd. Als op 21 juli 1962 de Nederlandse selectie in Rotterdam tegen Brigham Young University (USA) uit Provo (Utah) uitkomt, zijn de Amerikaanse springers, die niet gewend waren aan een landing in een zandbak, al vroegtijdig uitgeschakeld. Nederland beschikt dan nog niet over glasfiberstokken en dat is dan het moment dat Servee Wijsen de glasfiberstok van Brian Smith mag lenen. Hij haalt er met gemak 4,00 meter mee. De stokken voor de Nederlandse springers neemt de Nederlands-Amerikaanse atleet Ray van Asten pas een aantal dagen later voor de KNAU met het vliegtuig mee uit de Verenigde Staten. Een stok is bestemd voor Servee Wijsen, die de stok meteen ophaalt en in Eindhoven met Eef Kamerbeek gaat oefenen. Beide atleten maken meteen een progressie in hun springcapaciteiten.

Als oprechte amateur zijn de glasfiberstokken voor hem een blok aan het been. In vijf jaar tijd heeft hij er tien zien sneuvelen, in één jaar zelfs drie. En die dingen kostten in die tijd 300 à 400 gulden, voor een amateursporter een bijna onoverkomelijke investering.

### Latere activiteiten
Na zijn actieve carrière als atleet was Wijsen enige tijd actief als bondscoach van de Atletiekunie en trainer bij Kimbria, Achilles TOP en AV Unitas. Hij begeleidde een aantal Nederlandse atleten en had Denise Lewis, de olympisch kampioene zevenkamp in 2000, onder zijn hoede. Verder was hij beroepsmatig actief in het onderwijs en als sportleraar.

## Nederlandse kampioenschappen
| Onderdeel            | Jaar                                                 |
| -------------------- | ---------------------------------------------------- |
| polsstokhoogspringen | 1957, 1958, 1960, 1961, 1962, 1963, 1965, 1966, 1967 |

## Records

### Persoonlijke records
| Onderdeel            | Prestatie | Datum        | Plaats     |
| -------------------- | --------- | ------------ | ---------- |
| polsstokhoogspringen | 4,50 m    | 16 juli 1967 | Klagenfurt |
| hoogspringen         | 1,85 m    | onbekend     |            |

### Nederlandse records
| Onderdeel            | Prestatie | Datum        | Plaats     |
| -------------------- | --------- | ------------ | ---------- |
| polsstokhoogspringen | 4,50 m    | 16 juli 1967 | Klagenfurt |